# Persone di cognome Malaspina
| Questa pagina contiene informazioni ricavate automaticamente dalle voci biografiche con l'ausilio del template Bio e di un bot. L'aggiornamento è periodico e automatico e ricostruisce completamente la pagina. Se manca una persona in questa lista, sei pregato di non aggiungerla, ma accertati piuttosto che la sua voce biografica contenga il template Bio e che i dati anagrafici siano correttamente compilati. Se il template Bio manca, inseriscilo tu stesso o, in alternativa, metti l'avviso {{tmp\|Bio}} che ne segnala la mancanza. Se i dati riportati sono sbagliati, correggi direttamente la voce biografica; le modifiche saranno visibili in questa lista entro pochi giorni. Per chiarimenti vedi il progetto antroponimi. La lista contiene solo le 55 persone che sono citate nell'enciclopedia e per le quali è stato implementato correttamente il template Bio. Pagina aggiornata al 17 ott 2024. |

Questa è una lista di persone presenti nell'enciclopedia che hanno il cognome Malaspina, suddivise per attività principale.

## Ammiragli(1)
- Paolo Emilio Malaspina, ammiraglio italiano (Ascoli Piceno)

## Arcivescovi cattolici(2)
- Aragonio Malaspina, arcivescovo cattolico e condottiero italiano (Otranto, † 1418)
- Barnaba Malaspina, arcivescovo cattolico italiano († 1380)

## Attori(1)
- Michele Malaspina, attore e doppiatore italiano (Genova, n. 1908 - Roma, † 1979)

## Calciatori(1)
- Achille Malaspina, calciatore italiano (Milano, † 1936)

## Cantautori(1)
- Oliviero Malaspina, cantautore, scrittore e poeta italiano (Vallechiara di Menconico, n. 1961)

## Condottieri(2)
- Moroello Malaspina, condottiero e militare italiano († 1315)
- Spinetta Malaspina, condottiero italiano (Verrucola, n. 1282 - Fosdinovo, † 1352)

## Diplomatici(1)
- Obizzo Malaspina di Carbonara, diplomatico e politico italiano (Casei Gerola, n. 1855 - Roma, † 1933)

## Esploratori(1)
- Alessandro Malaspina, esploratore e navigatore italiano (Mulazzo, n. 1754 - Pontremoli, † 1810)

## Generali(2)
- Alberto Malaspina, generale italiano († 1140)
- Obizzo Malaspina, generale italiano

## Letterati(1)
- Luigi Malaspina, letterato e nobile italiano (Pavia, n. 1754 - Milano, † 1835)

## Magistrati(2)
- Faustino Malaspina, magistrato e politico italiano (Godiasco, n. 1809 - Godiasco, † 1882)
- Galeotto I Malaspina, giudice italiano (Fosdinovo - Fosdinovo, † 1367)

## Marciatori(1)
- Giuseppe Malaspina, marciatore e allenatore di atletica leggera italiano (Genova, n. 1910 - † 1982)

## Nobildonne(1)
- Taddea Malaspina, nobildonna italiana (n. 1505 - † 1559)

## Nobili(26)
- Giacomo I Malaspina, nobile italiano (Fosdinovo - Massa, † 1481)
- Giacomo II Malaspina, nobile italiano (Fosdinovo, n. 1593 - Fosdinovo, † 1663)
- Andrea Malaspina, nobile italiano (Fosdinovo - Fosdinovo, † 1610)
- Antonio Alberico I Malaspina, nobile italiano (Fosdinovo - Fosdinovo, † 1445)
- Antonio Alberico II Malaspina, nobile italiano (Massa, † 1519)
- Bernabò Malaspina, nobile italiano († 1265)
- Carlo Francesco Agostino Malaspina, nobile italiano (Fosdinovo - Caniparola, † 1722)
- Carlo Emanuele Malaspina, nobile italiano (Fosdinovo, n. 1752 - Pisa, † 1808)
- Cornelia Malaspina, nobile italiana
- Corradino Malaspina, nobile e condottiero italiano
- Gabriele I Malaspina, nobile italiano (Fosdinovo - Fosdinovo, † 1390)
- Gabriele II Malaspina, nobile italiano (Fosdinovo - Fosdinovo, † 1508)
- Gabriele III Malaspina, nobile italiano (Fosdinovo, n. 1695 - Fosdinovo, † 1758)
- Galeotto II Malaspina, nobile italiano (Fosdinovo, n. 1462 - Fosdinovo, † 1523)
- Giovanna Novella Malaspina, nobile italiana (Fosdinovo - Mantova)
- Giuseppe Malaspina, nobile italiano (Fosdinovo - Fosdinovo, † 1565)
- Ippolito Malaspina, nobile italiano (Fosdinovo, n. 1540 - Malta, † 1625)
- Ippolito Malaspina, nobile italiano (Fosdinovo, n. 1628 - Fosdinovo, † 1671)
- Lorenzo Malaspina, nobile italiano (Fosdinovo - Fosdinovo, † 1553)
- Ludovico Malaspina, nobile italiano (Milano)
- Marcella Malaspina, nobile italiana († 1630)
- Oberto Obizzo Malaspina, nobile italiano
- Oberto Obizzo IV Malaspina, nobile italiano
- Pasquale Malaspina, nobile italiano (Fosdinovo - Fosdinovo, † 1669)
- Spinetta II Malaspina, nobile italiano (Fosdinovo - Fosdinovo, † 1398)
- Tommaso III Malaspina, nobile italiano (Villafranca in Lunigiana, n. 1749 - Villafranca in Lunigiana, † 1834)

## Poeti(1)
- Alberto Malaspina, poeta e trovatore italiano (Pontremoli)

## Politici(5)
- Corrado Malaspina, politico e militare italiano († 1294)
- Corrado Malaspina, politico e militare italiano († 1254)
- Gabriele Malaspina, politico italiano (Verrucola - † 1289)
- Luigi Malaspina, politico italiano (Bobbio, n. 1809 - Bobbio, † 1863)
- Opizzo Malaspina, politico e militare italiano

## Sovrane(1)
- Ricciarda Malaspina, sovrana italiana (Massa, n. 1497 - Massa, † 1553)

## Vescovi cattolici(5)
- Bernabò Malaspina, vescovo cattolico italiano (n. 1274 - † 1338)
- Eduardo Malaspina, vescovo cattolico brasiliano (Tabatinga, n. 1967)
- Gabriele Malaspina, vescovo cattolico italiano († 1359)
- Gherardino Malaspina, vescovo cattolico italiano († 1318)
- Saba Malaspina, vescovo cattolico e storico italiano (Roma - † 1298)